# Лейк (округ, Южная Дакота)
Округ Лейк (англ. Lake County) располагается в штате Южная Дакота, США. По состоянию на 2020 год, численность населения составляла 11 059 человек.

## География
По данным Бюро переписи США, общая площадь округа равняется 1489 км², из которых суша — 1458 км², на водоёмы приходится 12 км² или 2,06 %.

## Население
По данным переписи населения 2020 года в округе проживает 11059 жителей в составе 4372 домашних хозяйств и 2828 семей. Плотность населения составляет 8,00 человек на км². На территории округа насчитывается 5282 жилых строений, при плотности застройки около 4,00-х строений на км². Расовый состав населения: белые — 97,76 %, афроамериканцы — 0,20 %, коренные американцы (индейцы) — 0,66 %, азиаты — 0,54 %, гавайцы — 0,01 %, представители других рас — 0,33 %, представители двух или более рас — 0,51 %. Испаноязычные составляли 0,79 % населения независимо от расы.
В составе 29,80 % из общего числа домашних хозяйств проживают дети в возрасте до 18 лет, 55,90 % домашних хозяйств представляют собой супружеские пары проживающие вместе, 5,90 % домашних хозяйств представляют собой одиноких женщин без супруга, 35,30 % домашних хозяйств не имеют отношения к семьям, 29,20 % домашних хозяйств состоят из одного человека, 13,30 % домашних хозяйств состоят из престарелых (65 лет и старше), проживающих в одиночестве. Средний размер домашнего хозяйства составляет 2,41 человека, и средний размер семьи 3,00 человека.
Возрастной состав округа: 23,70 % моложе 18 лет, 15,00 % от 18 до 24, 23,40 % от 25 до 44, 21,40 % от 45 до 64 и 21,40 % от 65 и старше. Средний возраст жителя округа 36 лет. На каждые 100 женщин приходится 99,80 мужчин. На каждые 100 женщин старше 18 лет приходится 99,50 мужчин.
Средний доход на домохозяйство в округе составлял 34 087 USD, на семью — 43 750 USD. Среднестатистический заработок мужчины был 28 994 USD против 21 084 USD для женщины. Доход на душу населения составлял 16 446 USD. Около 5,40 % семей и 9,70 % общего населения находились ниже черты бедности, в том числе — 8,60 % молодежи (тех, кому ещё не исполнилось 18 лет) и 8,60 % тех, кому было уже больше 65 лет.